# Гран, Кристиан
Кристиан Гран, также известный как Опасный Крис (р. 12 июня 1978 года в Фагерста, провинция Вестманланд, Швеция) — барабанщик шведской рок-группы The Hives.

## Биография и карьера
В ранние годы Гран играл на ударных в составе другого коллектива, хардкор-панк группы Bad Dreams Always. Отец Грана входил в финскую кавер-группу The Sailors, которая, по словам фронтмэна The Hives Пелле Альмквиста, была «Самой большой гитарной рок-группой Финляндии в то время». Отец Грана также пел в группе с названием The Ventons. Гран известен своей высокоскоростной игрой на ударных и аккуратностью при исполнении, легко переключаясь между партиями во время композиций. Вероятно это связано с тем, что он начал заниматься ударными с возраста 9 лет и неустанно играл на них днём и ночью. Первым исполнением Грана в сверхвысоком темпе стала композиция «A Get Together to Tear it Apart» из альбома Veni Vidi Vicious (англ. Veni Vidi Vicious). При записи третьего альбома The Hives под названием «Tyrannosaurus Hives» Гран также показал почти нечеловеческое качество исполнения на ударных инструментах, выполнив ритмы и удары, которые, как правило, делаются с помощью машин или синтезаторов. Наилучшим примером его работы может являться песня «Two-Timing Touch and Broken Bones», где Гран переключается между скоростным «рабочим» барабаном и там-тамом, установленным возле его левой руки, в то же время исполняя 8-нотный ритм на тарелках. Другим примером служит песня «A Little More for Little You», в которой Гран играет непрерывно почти три минуты непрерывные 16-нотные ритмы в очень быстром темпе. Среди других песен альбома отмечают «Love In Plaster», имеющую один из самых высоких темпов с использованием быстрого барабанного ритма. Гран исполняет свои ударные партии в композициях непрерывно, за что фанаты окрестили его прозвищем «бионическая рука».
Проживает в Krokek, Норрчёпинг.

## Музыкальные инструменты
Гран использует ударную установку из 4-х предметов: напольный там-там, закреплённый на стойке там-там, рабочий барабан и басовый барабан. Все его барабаны, вспомогательное оборудование и педали бренда DW. Музыкант также владеет собственной ударной установкой DW. Это изготовленная на заказ установка, не представленная на веб-сайте производителя. Гран также использует цимбалы Zildjian, преимущественно серии А. Также он использует ударные тарелки A series 21" Sweet Ride, A 18" Thin Crash и A Custom 14" Mastersound.
Гран устанавливает свои барабаны так, что в комплекте они выглядят крошечными, — он опускает тарелки, там-тамы и малый барабан, выравнивает угол монтируемого на стойку там-тама (на самом деле размещаемый на подставке) и сознательно использует более меньший бас-барабан и напольный барабан, создавая иллюзию очень маленького комплекта. Мэтт Хелдерс, барабанщик Arctic Monkeys, подражает эстетичному стилю Грана, просмотрев его выступления по телевизору.

## Дискография
- 1997: Barely Legal
- 2000: Veni Vidi Vicious
- 2004: Tyrannosaurus Hives
- 2007: The Black and White Album
- 2012: Lex Hives